# Silver Bullet (Knott's Berry Farm)
Pour les articles homonymes, voir Silver Bullet.
Silver Bullet sont des montagnes russes inversées du parc Knott's Berry Farm, situé à Buena Park en Californie, aux États-Unis.

## Le circuit

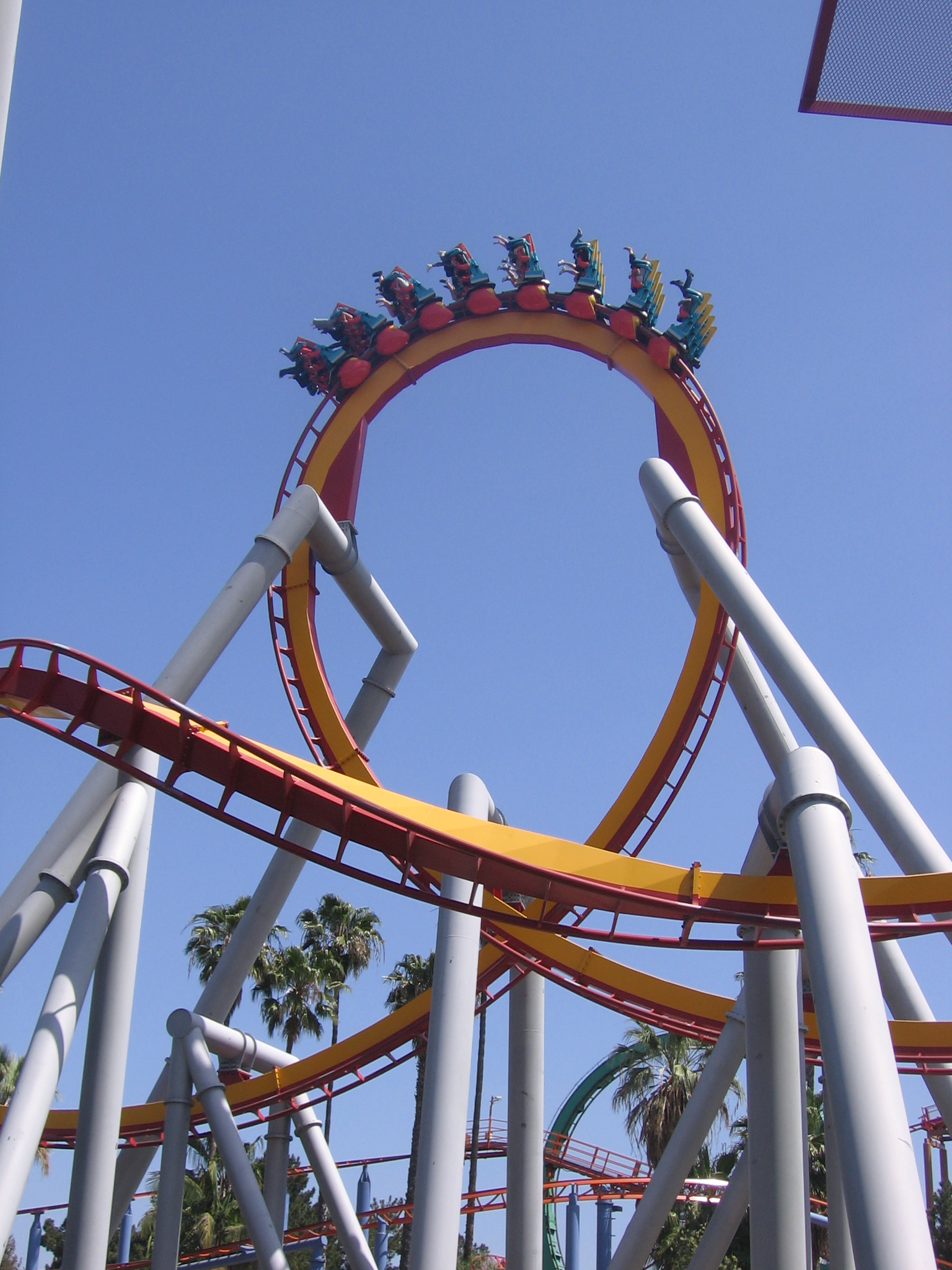
Le looping de Silver Bullet.

## Statistiques
- Capacité : 1 300 personnes par heure
- Trains : 2 trains de 8 wagons. Les passagers sont placés à 4 sur un rang pour un total de 32 passagers.